# 釣込腰
釣込腰（つりこみごし）は、柔道の投技の腰技10本の一つ。講道館や国際柔道連盟 (IJF) での正式名。IJF略号TKG。

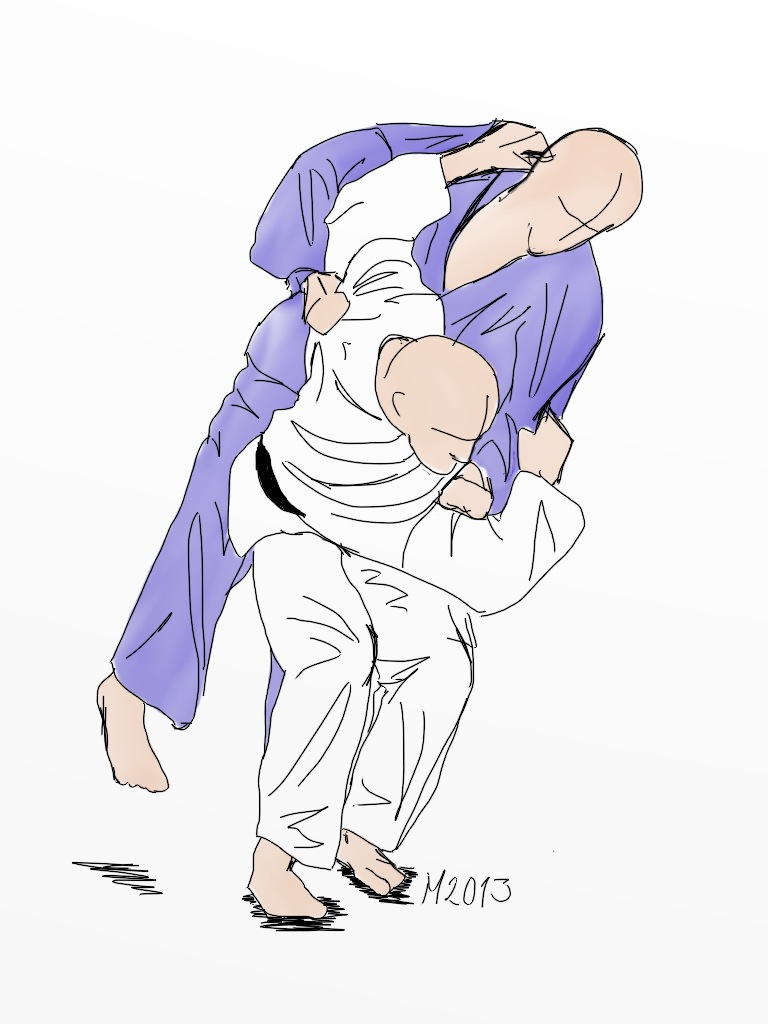

## 概要
前回りさばきで腰を低く入れ、すくい上げるような腰の動き（腰に乗せず、腰の回転）と引き手と釣り手とで、前下（横）に投げる技。
腰技と手技に違いがあるものの背負投とよく似ているが、背負投が引き手を利かせて、前に投げる（釣り手で襟を釣り上げ、引き手で袖を引く）のに対し、釣込腰は釣り手を利かせ、横に投げる（引き手で万歳をさせる様に袖を引き出し、釣り手で襟を釣り上げる）。
元々、浮腰を得意としていた嘉納治五郎に対して、西郷四郎が前に跳んで、これを防ぐ技術を確立し、これに対して嘉納は払腰を編み出したが、今度は西郷が体を反らせて防ぐ防御を考案したため、更にこれに対応するに嘉納が釣込腰を開発したという歴史的経緯を持つ。
袖釣込腰、払釣込足、支釣込足と同じ釣り込み技の一種である。
片襟の釣込腰もあるが、普通に掛けるよりも肩に負担がかかるため、普通の時と同様、釣り手の腋を締めて吊り上げる事が重要である。
1926年、柔道の技術書『新式柔道』で金光弥一兵衛は釣込腰について、理論に走り実際には行い難いものであるから掲載を省略した旨、記載する。代わりに両袖を持った袖釣込腰を「釣込腰」の名で掲載する。1982年、講道館柔道の技名称投技が制定されると釣込腰は含まれていた。

## 分類と名称
1972年に制定された講道館技名称では袖釣込腰は釣込腰に包含されていた。1995年9月に決定されたIJFの技名称では袖釣込腰が釣込腰とは別の技とされていた。1997年（平成9年）4月1日、IJFに合わせる形で講道館でも袖釣込腰は釣込腰から独立した。柔道家の川石酒造之助の書籍でも両袖を持った袖釣込腰を釣込腰としている。